# Plany Bruce-Partington
Plany Bruce-Partington (ang. The Adventure of the Bruce-Partington Plans) – opowiadanie Arthura Conana Doyle’a z serii o detektywie Sherlocku Holmesie. Po raz pierwszy opublikowane w grudniu 1908 w czasopismach „The Strand Magazine” z ilustracjami Artura Twidle’a i w „Collier’s Weekly Magazine” z ilustracjami Frederica Dorr Steele’a. W wydaniu książkowym w zbiorze Jego ostatni ukłon w 1917. Inny tytuł Plany łodzi podwodnej Bruce-Partington.
Trzecia po Traktacie Morskim i Drugiej plamie przygoda Holmesa dotycząca kradzieży tajemnic państwowych.
Mycroft Holmes, brat Sherlocka, zwraca się do niego w sprawie planów łodzi podwodnej. Plany te zniknęły z pilnie strzeżonego sejfu. Klucze mają jedynie dwaj godni zaufania wyżsi funkcjonariusze Admiralicji. Podejrzanym o kradzież jest młody urzędnik Artur Cadogan West, którego ciało znaleziono za stacją Aldgate w londyńskim metrze. Miał zmiażdżoną głowę. W kieszeniach znaleziono część planów, brakło natomiast biletu. Czy zgubił go, czy też bilet zabrano, żeby ukryć, z której stacji wyjechał?
Po oględzinach miejsca znalezienia zwłok, rozmowie z urzędnikami Admiralicji, kolejowym kasjerem oraz narzeczoną zabitego, która widziała go ostatnia, Sherlock wykazuje, iż podejrzenie Westa o zdradę było bezpodstawne. Wraz z Watsonem włamują się do położonego nad torami metra mieszkania pełniącego rolę punktu kontaktowego jednego ze szpiegowskich kurierów (wspomnianego w Drugiej Plamie) i zastawiają pułapkę na prawdziwego winowajcę.
Ekranizacje :
- 1922 – Holmes : Eille Norwood, Watson : Hubert Willis[1]
- 1965 – Holmes : Douglas Wilmer, Watson : Nigel Stock[2]
- 1968 – Holmes : Erich Schellow, Watson : Paul Edwin Roth[3]
- 1986 – Holmes : Wasilij Liwanow, Watson : Witalij Sołomin[4]
- 1988 – Holmes : Jeremy Brett, Watson : Edward Hardwicke[5]